# Shimadzu All Japan Indoor Tennis Championships 2000
Lo Shimadzu All Japan Indoor Tennis Championships 2000 è stato un torneo di tennis facente parte della categoria ATP Challenger Series nell'ambito dell'ATP Challenger Series 2000. Il torneo si è giocato a Kyoto in Giappone dal 6 al 12 marzo 2000 su campi in cemento indoor.

## Vincitori

### Singolare
Kevin Ullyett ha battuto in finale  Arwind Parmar con il punteggio di 6(3)–7, 6–4, 6–4

### Doppio
Martin Hromec /  Tom Spinks hanno battuto in finale  Yaoki Ishii /  Satoshi Iwabuchi con il punteggio di 6–4, 7–6(5)